# Nils Linde
Nils Linde (Nils Harald Linde; * 18. Juli 1890 in Göteborg; † 17. August 1962 ebenda) war ein schwedischer Hammerwerfer.
Von 1912 bis 1914 wurde er dreimal in Folge schwedischer Meister.
Bei den Olympischen Spielen 1912 in Stockholm wurde er Siebter. Im beidhändigen Diskuswurf kam er auf den neunten Platz.
1920 schied er bei den Olympischen Spielen in Antwerpen sowohl im Hammerwurf wie auch im Gewichtweitwurf in der Vorrunde aus.